# カノン (パッヘルベル)
『3つのヴァイオリンと通奏低音のためのカノンとジーグ ニ長調』(原題: Canon a 3 Violinis con Basso c. / Gigue) は、バロック時代のドイツの作曲家ヨハン・パッヘルベルの室内楽曲、作品番号 PWC 37。前半のカノンが特に有名で、パッヘルベルのカノンとして知られている。作曲時期や経緯は不明。現存する最も古い楽譜は19世紀の筆写譜である。

## 作曲
生前パッヘルベルはオルガン他の鍵盤楽器曲で有名だったが、現在では教会音楽や室内楽の重要な作曲家としても知られている。しかしパッヘルベルの室内楽曲はほとんど残っていない。生前に出版されたパルティータ集Musikalische Ergötzungを除くと写本として残るいくつかの作品のみが知られている。『カノンとジーグ ニ長調』もそうした曲の一つであり、ベルリン州立図書館にMus.MS 16481/8と番号づけられている19世紀の写本が唯一残されている。この写本はあと2曲の室内組曲を含む。かつてベルリン芸術大学に別な写本があったが失われた。
作曲の経緯は全く知られていない。ハンス＝ヨアヒム・シュルツェは1985年の著書で、1694年10月23日のヨハン・クリストフ・バッハの結婚式にパッヘルベルが出席しているので、この機会に作曲されたのかもしれないと述べている。ヨハン・アンブロジウス・バッハ、パッヘルベル他の友人・家族はこの機会に音楽を提供した。ヨハン・クリストフ・バッハはヨハン・ゼバスティアン・バッハの長兄で、パッヘルベルの門人だった。別の学者のチャールズ・E・ブルーアーはパッヘルベルとハインリヒ・ビーバーの出版された室内楽曲の関連性を調査した。彼の研究によると、このカノンはビーバーがHarmonia artificioso-ariosaの第3部として出版したカノン的要素を持つシャコンヌに反応して作曲されたのかもしれない。そうだとすればパッヘルベルがこの曲を作ったのは、ビーバーの作品が出版された1696年以前にさかのぼらないことになる。カノンの作曲年代については異なる意見、例えば1680年にさかのぼるとする考えも提出された。

## 分析
カノンが有名だが、カノンとジーグで1組になっており、カノンの次にジーグが演奏される。ヴァイオリン3つと通奏低音（チェンバロ）の編成で書かれている。

### カノン
ニ長調、4分の4拍子。3声の同度カノンであるが、カノン声部だけで構成される純粋なカノンではなく、通奏低音の伴奏を伴う点が標準的なカノンとは異なる。
通奏低音は以下の2小節を繰り返す。
コードネーム表示：D - A - Bm - F#m - G - D - G(Em/G) - A
芸大和声式表示： I - V - VI - III - IV - I - IV(II1) - V
これは大逆循環とも呼ばれるポピュラー音楽でもよく使用される和声進行である。俗に「カノン進行」や「カノンコード」と呼ばれることがあるが、これは音楽形式としての「カノン」とは無関係に「パッヘルベルのカノンに用いられている和声進行」を意味している。
通奏低音上に3声部のカノンが展開する。

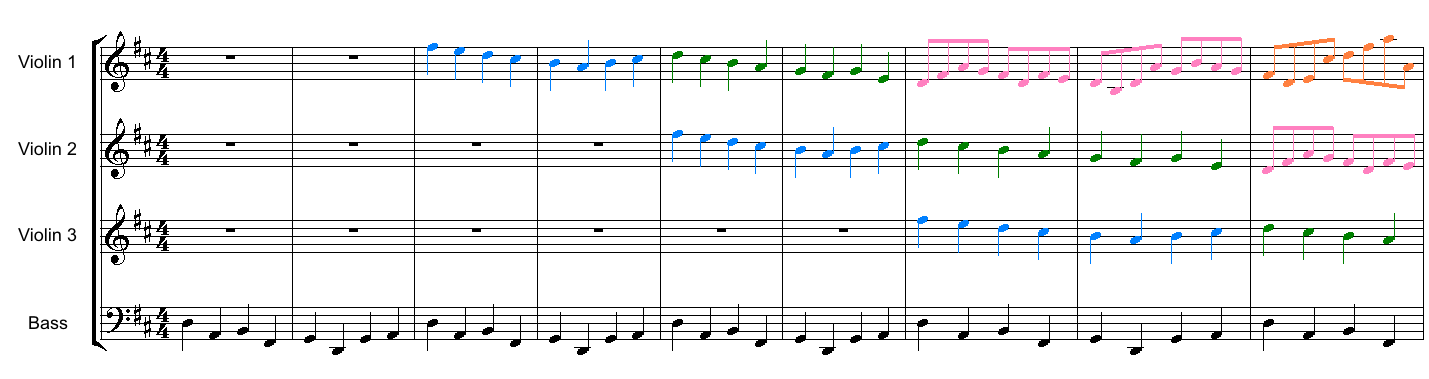
カノンの冒頭の9小節。旋律が他のパートへそのまま受け継がれている。3声による同度カノンである。

第1ヴァイオリンに現れる水色のカノン旋律Aが第2ヴァイオリン、第3ヴァイオリンへと順々に受け渡されていく。緑色のカノン旋律B、桃色のカノン旋律C、橙色のカノン旋律Dがそれぞれ2小節の長さで現れた後、他のパートへ順に受け継がれていく。

### ジーグ
ニ長調、8分の12拍子。フーガ風の処理で始められるジーグ。

## 再発見と名声の獲得
このカノン（ジーグ抜きで）は1919年に学者のグスタフ・ベックマンがパッヘルベルの室内楽に関する論文の中にスコアを載せる形で初めて出版された。ベックマンの研究を支持した古楽研究者で編集者のマックス・ザイフェルトは、1929年にカノンとジーグを編曲して自分のオルガヌム・シリーズのひとつとして出版した。しかしザイフェルト版には原曲にはない多数のアーティキュレーションと強弱法の記号が加えられていた。さらにザイフェルトは自分が正しいと考えるテンポを指定したが、後の研究ではこの速度は支持されていない。1938年には音楽家ヘルマン・ディーナーとコレギウム・ムジクムによるカノンが録音された。1940年にはアーサー・フィードラーによってカノンが録音された。
1968年、ジャン＝フランソワ・パイヤールの室内管弦楽団によって録音された版がこの曲の運命を大きく変えた。これはよりロマン的な演奏スタイルで、それまでの演奏よりも顕著に遅いテンポをとり、パイヤール本人によって書かれたオブリガートのパートを含んでいた。パイヤールの録音は6月にフランスでエラートからLP盤としてリリースされ、パイヤール室内管弦楽団によるヨハン・フリードリヒ・ファッシュのトランペット協奏曲ほかのパッヘルベルとファッシュの作品も含まれていた。同年、通信販売用のレーベルであるMusical Heritage Societyから大量販売されたアルバムにもカノンは含まれていた。パイヤールによりパッヘルベルのカノンは世界的に一躍有名になり、それとともにエラートのレーベル名が知れ渡った。パイヤール版は定番として大ロングセラーとなっている。
1968年7月、ギリシャのバンドであるアフロディテス・チャイルドはシングル「雨と涙 (Rain and Tears)」をリリースしたが、この曲はパッヘルベルのカノンのバロック＝ロック翻案だった。このバンドは当時フランスを中心に活動していたが、彼らがパイヤール盤を聴いたことがあったかは不明である。「雨と涙」は成功し、ヨーロッパの様々な国でポップスのヒットチャートの1位に輝いた。数か月後の1968年10月、スペインのバンドであるPop-topsはシングル「Oh Lord, Why Lord」をリリースしたが、これもパッヘルベルのカノンにもとづいていた。この場合も彼らが同年の先行する録音を知っていたかどうかは分からない。「Oh Lord, Why Lord」はアメリカのバンドパーラメントが1970年のアルバム「オズミウム」の中でカバーしている。
1970年、サンフランシスコのクラシック音楽ラジオ局がパイヤール版をかけたところ、リスナーからのリクエストが殺到した。パッヘルベルのカノンは特にカリフォルニア州において人気を獲得した。1974年、この曲の人気を知ったロンドンレコードは、1961年にシュトゥットガルト室内管弦楽団によって演奏されたコレッリ『クリスマス協奏曲』のアルバムの中にたまたまパッヘルベルのカノンが収録されていたのを、『パッヘルベルのカノン：この曲を有名にしたレコード、および他のバロック名曲集』(Pachelbel Kanon: the Record That Made it Famous and other Baroque Favorites)という名前に変えて再販した。このレコードは1976年のクラシック・アルバムでもっともよく売れた。この成功によって他の様々なレーベルが独自の録音をリリースするようになり、それらもよく売れた。
1977年、RCAのレッドシール・レーベルがエラート盤をアメリカ合衆国ほかで再販した。アメリカでは同年6番目に売れたクラシック・アルバムになった（同年販売されたパッヘルベルのカノンを含むレコードのうち、シュトゥットガルト版は17位、同じパイヤール版を含むGo For Baroque!は13位だった）。パイヤール版は1980年の映画『普通の人々』で突出して使われた。エラート/RCAのアルバムはビルボードのクラシック・アルバムのヒットチャートを昇りつづけ、1982年1月に1位に到達、1982年5月まで連続1位だったが、同じパッヘルベルのカノンを含むクリストファー・ホグウッド指揮アカデミー室内管弦楽団の版によって1位の座を奪われた。カノンは1980年のアメリカのPBSテレビシリーズ『コスモス』の音楽としても使われた。サウンドトラックはThe Music of Cosmosの題で1981年にRCAレコードからレコードが、2000年にはコスモス・スタジオのレーベルでCDがリリースされた。ここで使われているカノンはグレン・スプリーンとジェームズ・ゴールウェイの編曲による。
1982年、ピアニストのジョージ・ウィンストンは、独奏ピアノアルバムDecemberの中に「ヨハン・パッヘルベルのカノンによる変奏曲」を含めたが、このアルバムは300万枚以上売れた。
1983年初出の山下達郎『クリスマス・イブ』にも、この旋律が間奏にて引用されている。